# Стрілки (Самбірський район)

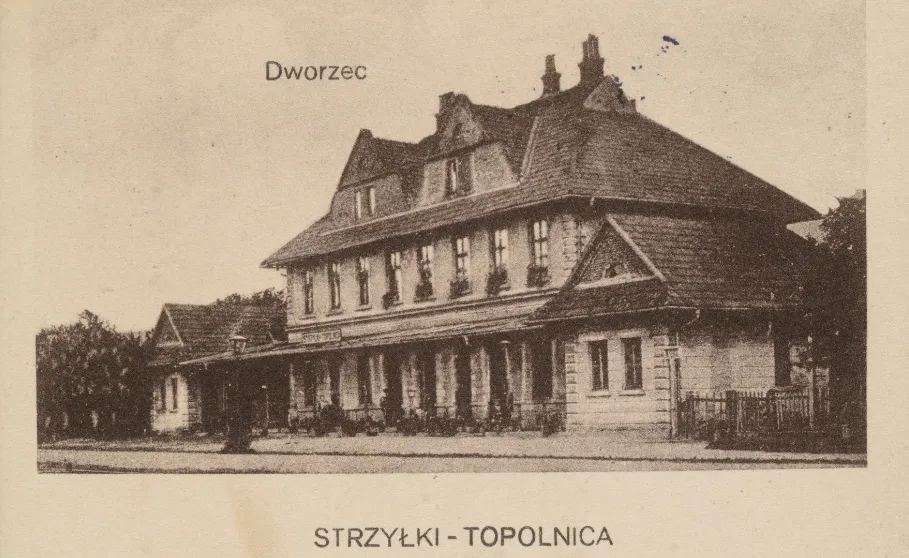
Вокзал у Стрілках у міжвоєнний період. Ретро-листівка

Стрі́лки — село в Україні, адміністративний центр Стрілківської сільської громади Самбірського району Львівської області, у Карпатах, на березі річки Дністер. Стрілківська сільська громада об'єднує 21 село. 

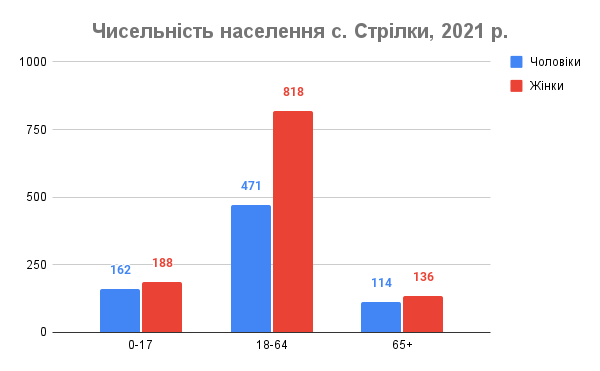
Чисельність населення села Стрілки (2021)

Населення становить 2375 осіб (у 1921 році проживало близько 1430 осіб). 
Станом на 2021 рік за офіційними даними чисельність населення 2175 осіб, з них доросле населення -1587 осіб.

## Географія
У селі річка Оленка впадає у Дністер.

## Історія
Археологічні дослідження в 90-х рр. ХХ ст. свідчать, що землі с. Стрілки були притулком людської цивілізації з дуже давніх часів. Вже при в'їзді в село з боку Верхнього Лужка на південь від залізничної колії, на правому березі річки Топільчанки (правий доплив Дністра), на висоті 8-10 м над рівнем заплави виявлено поселення доби бронзи (кінець ІІІ — початок I тисячоліття до н. е.). А на північно-східній околиці села, за 0,5 км у цьому ж напрямку від школи-інтернату, у місці, де протікає струмок Оленка, на його правому березі - поселення культури франкійського гальштату.
Відоме з 1437 р. Колись на лівому березі Дністра (зараз там хутір Млини) стояла дерев'яно-земляна фортеця.
У ХІХ столітті селище мало власну символіку: печатку з зображенням двох людських постатей - лицаря, що націляється з рушниці в татарина, який ховається за щитом. Відома дослідниця З. Стшетельська-Гринбергова з цього приводу зазначала: "Постаті на цій печатці мають старожитні риси в убранні... Головний убір однієї з них досить виразний - такий, який використовували татари".
У 1877 р. в селі було 1 водяний тартак (tartów wodnych), 1 з пилою (gatrów) і 1 з пилою звичайною (pił zwyczajnych), які виготовляли 560 м. куб (mt. kub.) дощок і брусів за ціною 3 золотих ринських за м. куб.
З 1894 році в Стрілках була школа з українською мовою викладання. 
Тепер місцева школа названа іменем Михайла Вербицького — українського композитора, хорового диригента, священика УГКЦ, громадського діяча, автора музики державного гімну України «Ще не вмерла Україна».
У 1831 році перемиський єпископ Іван Снігурський, опіку о. М. Вербицького, та багато перемиських гімназистів і семінаристів захворіли на холеру. Рятуючись від пошесті, гімназійний друг Михайла Вербицького Іван Хризостом Сінкевич (саме він навчив згодом Вербицького гри на гітарі) виїхав на 4 місяці в село Стрілки до свого дядька, священика старо-самбірського деканату отця Михайла Заготинського, який заразився і невдовзі помер.
Станом на 1904 рік громада Стрілки (з присілками Лисиця і Млини) мала 4580 мешканців.
19 листопада 1904 року через село проклали залізничну колію Самбір-Стрілки.  24 серпня 1905 року було відкрито продовження залізниці до станції Сянки і станція у Стрілках перетворилася на проміжну. Мала первісну назву Стржилки-Топільниця, з рубежу 1940-50-х років (не раніше 1949 року) мала назву Стржилки. Сучасна назва вживається після 1952 року. Електрифіковано станцію 1968 року у складі залізниці Самбір-Чоп.
УРЕ згадує про страйки робітників деревообробних підприємств 1935-36 рр. 

### Друга світова війна та Національно-визвольні змагання (1939-1950-ті рр.)
У 1944 році тут проходила лінія фронту, село було повністю спалене: залишилося тільки дві хати. Церкву теж зачепив мінометний снаряд: були пошкоджені двері. Й ще дотепер є знаки від цих осколків. Осколком була пошкоджена ікона святого Євстахія і старий Служебник. Старі метрикальні книги не збереглися – їх забрали до архівів.
У 1940-1941 та 1949-1959 було центром Стрілківського району.
Поблизу села відбувся бій УПА.
1 травня 1949 р. о 21 год. підвідділ Х. в повному складі під командою чотового ст. віст. Ч. зробив наскок на стрибків і спецгрупу МВД в с. Волосянка Велика, район Стрілки, обл. Дрогобич. Ворожі сили — 6 "стрибків" під командою ст. лейтенанта. Д.
...
Ворожі  втрати:  5  вбитих,  2  ранених.  Убиті  —  ст.  лейтенант,  З рядових  емведистів  і  командант  стрибків  комсомолець-аґент. В  повстанців  втрат  не  було.  Здобуто  один  кріс  і  150  штук  амуніції

У час національно-визвольної боротьби 40—50-х років у селі Стрілках була широко розгалужена підпільна мережа загонів УПА. Вони діяли по цілій окрузі як проти німецьких, так і проти радянських окупантів. До УПА тоді зголошувались сотні місцевих юнаків, а хто був не в змозі іти до лісу, чим могли допомагали повстанцям. Але боротьба була нерівною і багато наших співвітчизників потрапили до рук енкаведистів. Старожили розповідають, що на місці, де зараз розташована селищна рада, було відділення НКВД. Тут проводили допити, катування, розстріли, а трупи загиблих повстанців скидали у криницю. Часто траплялось і так, що тіла звозили до залізничної колії і там закопували. Лише уночі родичі приходили на упізнання жертв і ховали своїх рідних.

#### Засідка на большевицьких головачів з Києва і Москви 1949 р.
20. 5. 1949 о 21 год. перша група пвд під к-дою хор. О. зробила засідку на автомашини, що везли большевицьких головачів-делеґатів, які приїхали на контролю пограничних районів та поверталися з наради в м. Турка. Засідку зроблено в самому райцентрі Стрілки. Опис засідки: 19. 5. 1949 р. к-р відтинку зробив відправу з пвд. Маючи дані, що в терені районів Турка, Стрілки, Старий Самбір вздовж шляху та обабіч його в лісах переводить облави та чистку терену якийсь полк МҐБ з Дрогобича, к-р відтинка прийшов до висновку, що шляхом напевно будуть переїжджати якісь большевицькі достойники, бо облави переводить спеціяльно висланий з Дрогобича полковник МҐБ і то виключно обабіч шляху. В додатку донесено, що в напрямі м. Турка поїхали якісь головачі в лімузині під охороною трьох автомашин, нагружених спецбоївками. Хор. О. дістає наказ за будь-яку ціну підсунутися в райцентр із свосю групою та вечором 20. 5. обстріляти під світлом ракет лімузину, що повертатиме під охороною трьох автомашин емведистів. Рівно ж дістає наказ ст. віст. К. із своєю групою залізти в багно та маленькі кущики при самому шляху між сс. Головецьке-Гвоздець і ждати тільки на лімузину, а більш нікого не зачіпати.

20. 5. хор О. із своїм з’єднанням пересидів в лісі, а коли стало смеркати, помимо великого руху на шляху і приявности большевицьких груп в лісі та на шляху, підсунувся в маленькі корчики біля шляху самого райцентру Стрілки, де заляг, ожидаючи ворога. Не минуло 10 хвилин, як на шляху показалася перша грузова автомашина, на якій була орхестра і спецбоївка силою ЗО людей. У віддалі 15 м. першої машини, над’їхала друга грузова машина, навантажена большевиками. Відтак за нею їхала свобідно лімузина, в ній кількох череватих старшин в уніформах і цивільних одягах. За цією машиною їхала четверта грузова машина, також навантажена большевиками. Коли хор. О. дав наказ вистрілити ракети і відкрити вогонь тільки по лімузині, вся зброя заграла барабанним вогнем. Всіх головачів побито, лімузина заїхала в рів і з неї почав куритися дим. Коли ця вже була готова, хор. О. дав наказ відкрити вогонь по другій машині і бігцем відступати. Ворог був так перестрашений несподіваним ударом в райцентрі, що бандити з першої і другої машини стали панічно втікати в район в напрямі будинку МҐБ, інші залягли в ровах та віддали кілька черг з автоматів. Тільки пвд вийшов на гору, а вже на місці засідки з’явилися три танкетки, одна з райцентру Стрілки, друга з райцентру Старий Самбір, а третя та, що приїхала була із згаданими головачами і ждала в райцентрі Стрілки. Ворожі втрати: 18 вбитих і невідоме число поранених. Між убитими делегати з Москви і Києва, що приїхали на контролю пограничних районів (в міжчасі до м. Турка від сторони Славська приїздив також зрадник Гречуха з Києва, який, однак, через Стрілки не поверстався). Ворожі сили около 100 людей. Постанці втрат не мали. На підставі розвідки, переведеної після тієї засідки, чотирьох убитих забрано до Києва. Ворог свої втрати так законспірував, що помимо зусиль розвідки, хто впав, не вдалося цього ствердити. Те, що ворог поніс втрати, підслухали в райкомпартії, а на місці засідки залишились купи пороху, вимішаного з кров’ю, повно ґудзиків та подіравлені дві автомашини. Пвд стріляв з віддалі ЗО метрів. Після засідки ніччю, а потім в день ворог переводив великі облави при співучасті сил, що під’їхали з мм. Самбора і Турки.
З 1940 по 1951 по. в селі служив греко-католицький священик о. Юрій Савчук, який був арештований. Помер 1983 р., похований на місцевому кладовищі.

### Радянський період (1950-ті - 1991 рр.)
Сільраді підпорядковувалося село Лопушанка-Хомина.
У 1963 р. в селі створили підприємство по виробництву меблів, працювали маслозавод, механізована хлібопекарня потужністю 125 тонн продукції на добу. Також розміщений відділок Стрілківського радгоспу. Відділок має тисячу га земельних угідь і вирощує льон і картоплю. Є лісопильний цех і млин.
В селі працювали середня школа-інтернат, Будинок культури і клуб, бібліотека, історико-краєзнавчий музей, на громадських засадах - кабінет політичної освіти. Функціонувала дільнична лікарня на 75 ліжок, аптека.

### Незалежність (1991 р. - до сьогодні)
У 1992 році, за ініціативи жителя села, активного громадського діяча, Михайла Гаврилика, на березі річки проводились розкопки та вилучено  138 останків  людських жертв комуністичного режиму та перезахоронено в центрі села біля вокзалу. Із великої кількості останків, бабця з сусіднього села опізнала свого сина, в якого руки та ноги були скручені колючим дротом та кувалдою проломаний череп.
П'ятнадцять років у Стрілках відбуваються фестивалі духовної музики імені отця Михайла Вербицького, на які приїжджають найкращі церковні й шкільні хори району та області.

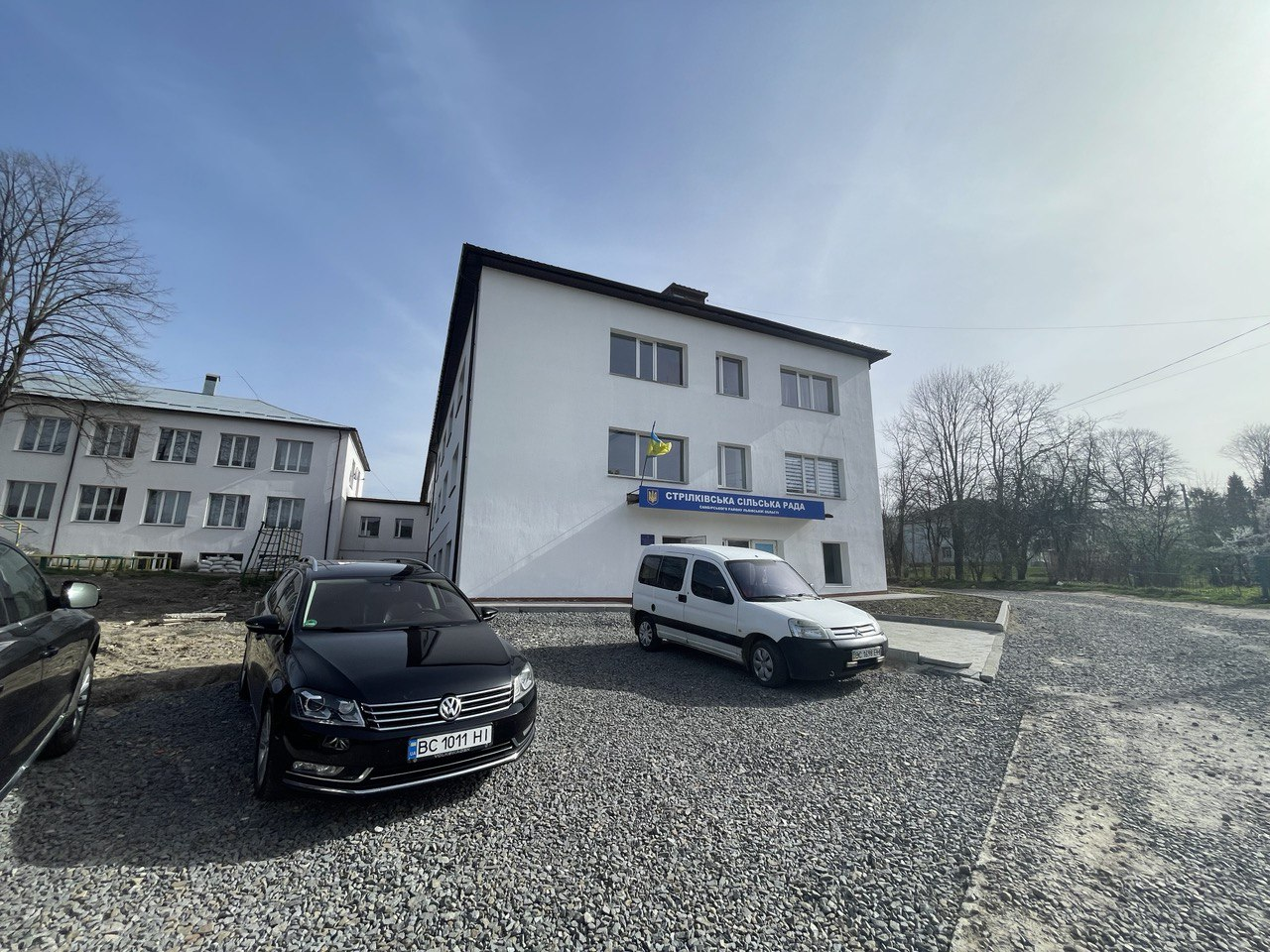
Стрілківська сільська рада, 2024

У жовтні 2020 року село стало центром новоствореної Стрілківської територіальної громади.

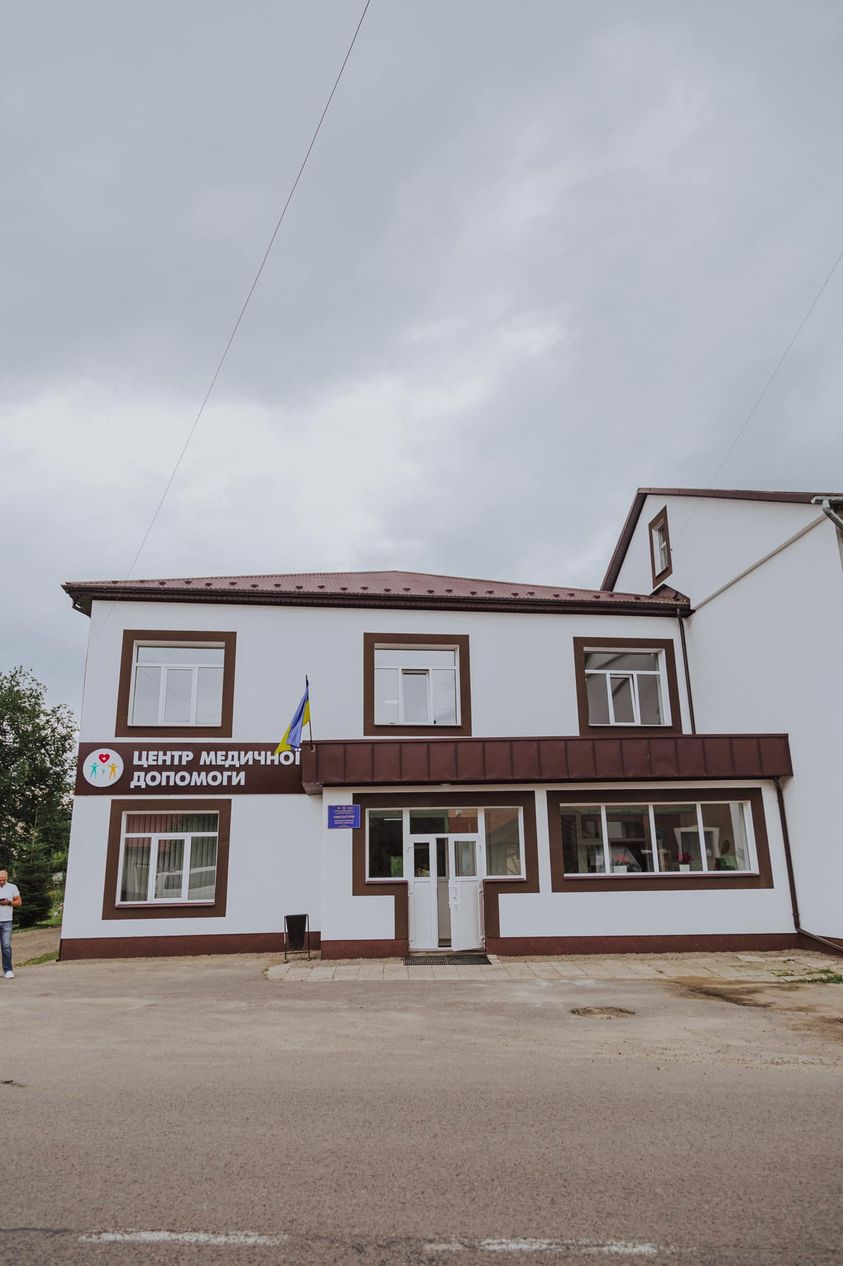
Стрілківський ЦПМСД (первинка)

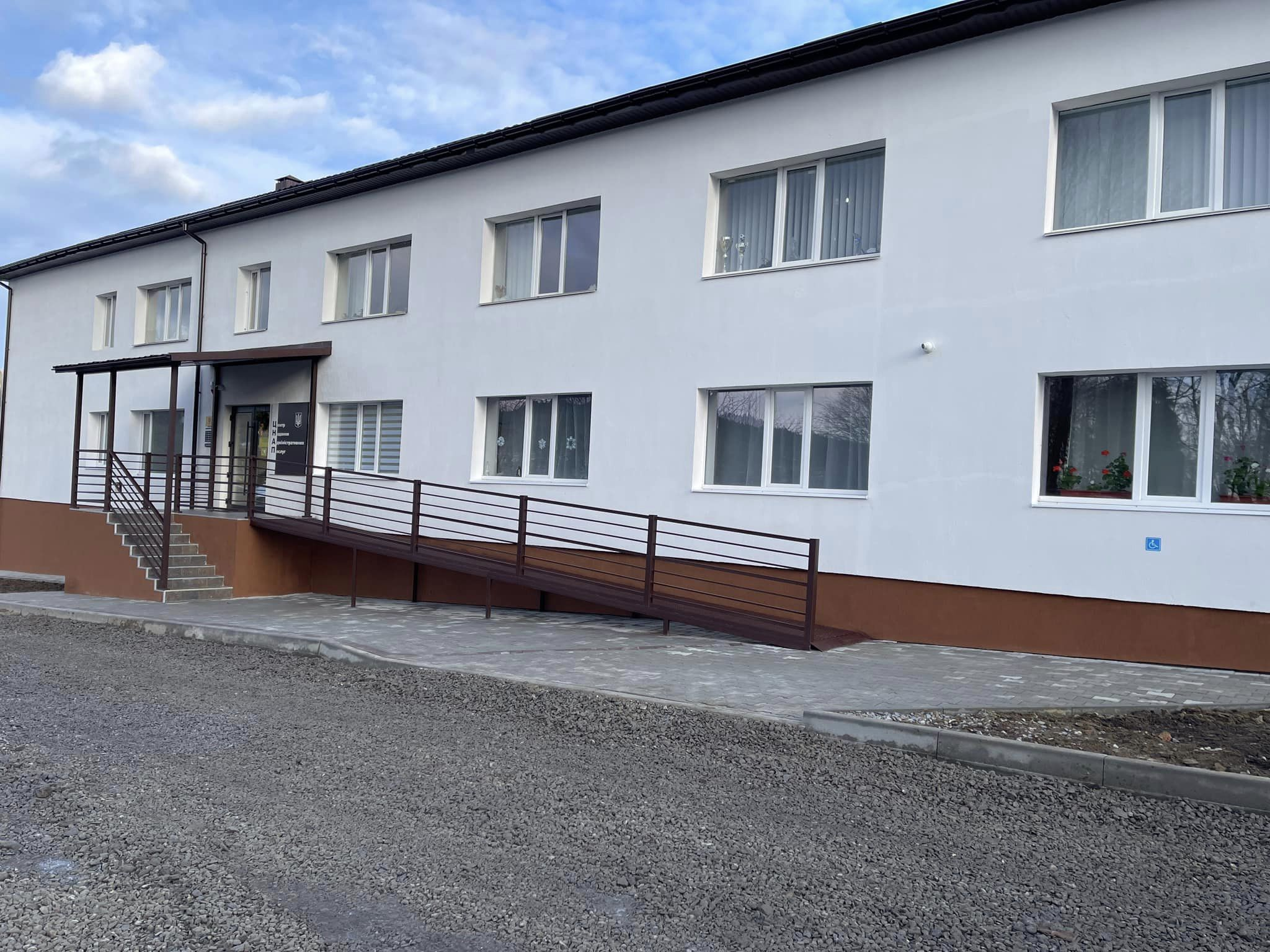
Стрілківський ЦНАП

У 2023 р. село Стрілки разом із довколишніми селами ввійшло до мережі історико-туристичних маршрутів "БойкоМандри", яка створюється за підтримки УКФ та Стрілківської територіальної громади. 

## Населення
У 1880 р. в селі проживало 598 мешканців, в основному всі греко-католики за винятком кількох римо-католиків. Інфраструктура села на 1880 рік: церква Св. Миколая, уряд поштовий і громадська позичкова каса з капіталом 319 злотих.
У 1890 р. тут було 194 будинки, в яких проживало 914 мешканців (824 греко-католики, 4 римо-католики, 68 юдеїв; 884 русини, 4 поляки, 26 німців).
У 1921 р. проживало бл. 1430 осіб.
У 1938 р. проживало 1113 греко-католиків, 121 римо-католик, 323 євреї.
У 1968 р. в селі проживали 2470 чоловік.
У 2014 р. в селі проживали 2 623 особи.
Станом на 2021 р. за офіційними даними чисельність населення 2175 осіб, з них доросле населення -1587 осіб.

### Мова
Розподіл населення за рідною мовою за даними перепису 2001 року:
| Мова            | Кількість | Відсоток |
| --------------- | --------- | -------- |
| українська      | 2363      | 99.50%   |
| російська       | 9         | 0.38%    |
| польська        | 2         | 0.08%    |
| інші/не вказали | 1         | 0.04%    |
| Усього          | 2375      | 100%     |

## Церква св. Євстахія (1792)
Див. більше Церква святого Євстахія (Стрілки). Пам'ятка архітектури місцевого значення. Охоронний номер 522/1-м. 
Розташована на високій горі в північній частині села на цвинтарі (оточує церкву із трьох сторін). Координати:  49°19′35″ пн. ш.22°58′18″ сх. д. 

### Перша храмова будівля (1507)
У 1507 році в селі вже існувала парафія, як свідчать податкові реєстри 1507 та 1515 років. 
14 липня 1558 року король Зиґмунд ІІ Авґуст підтвердив права братів Васька та Остафія на парохію.
Люстратор 1565 року зазначив, що "піп руський з церкви з поклоном дає 1 золотий".

### Друга храмова будівля (1766)
1766 р. - візитатор застав у селі нововиставлену дерев'яну тризрубну церкву з двозаломними верхами і залишив опис храму: "Церква Св. Євстахія, як видно, наново з дерева в кістку тесаного збудована з трьома верхами, з яких кожний з двома заломами. Вікон в наві з півдня два, з півночі одне, у вівтарі зі сходу два, з півдня три, з півночі два. Двері від заходу. Дзвіниця над бабинцем". Дещо пізніше в акті візитації зроблено приписку, що зведено нову окрему дзвіницю. 
Ця церква згоріла у 1790 році.

### Сучасна храмова будівля (1792)
У 1792 році на місці попередньої коштом громади була збудована дерев'яна церква святого великомученика Євстахія, яка збереглася й дотепер. Це одна з перших церков Старосамбірщини, зведених за терезіянськими зразками (т.зв. дерев'яні сакральні споруди терезіянського типу).
Під час ремонту 1889 р. до східної стіни вівтаря добудована ризниця. На цей ремонт з фонду цісаря Франца Йосифа ІІ було виділено 50 золотих ринських.
Церква св. Євстафія - досить нетипової фігури як для Старосамбірщини. На зовнішніх стінах (зовсім на буковинський манер) - ікони.   
Це тризрубна будівля, рівновисокі зруби якої вкриті спільним двосхилим дахом, краї гребеня завершені сліпими ліхтарями, а посередині — восьмибічною вежею, яка накрита маленькою банею з ліхтарем і маківкою. Складається із рівношироких прямокутних нави і бабинця та вужчого прямокутного бабинця, до якого прилягає від сходу прямокутна захристія. Рівновисокі зруби бабинця, нави і вівтаря вкриті спільним двосхилим причілковим дахом з острішками, увінчаним на гребені трьома сліпими ліхтарями з маківками. Ліхтар над навою, первісно квадратовий в плані, під час ремонту 2006 року перетворений на світловий восьмерик, з вікнами, які освітлюють стрих. Церкву оперізує піддашшя, оперте на профільовані випусти вінців зрубів. Стіни ошальовані вертикально дошками і лиштвами, прорізані великими прямокутними вікнами. Входи влаштовані в західній стіні бабинця та в південній стіні нави. Всередині всі простори перекриті пласкими стелями. У бабинці при західній стіні влаштовані хори з широкими крилами на південній і північній його стінах. Стіни оббиті вертикальною шалівкою з пластикової вагонки у 2001 р.
По Першій світовій війні у 1927 р. ґонтове покриття дахів замінили цинкованою бляхою, а у 1960-х роках - кожухування стін шалівкою дошками.
У 2022 р. до 230-ліття храму стрілківчани зняли усю пластикову оббивку стін старовинної церкви та замінили пластик на екологічні довговічне дерево. За що отримали окрему подяку від владики Ярослава (Приріза), який очолив Архиєрейську Соборову Літургію та освятив оновлений храм. 
Цікавою і нетиповою є назва церкви на честь великомученика Євстахія, храмовий празник котрого припадає на 3 жовтня. Однією із версій того, чому саме парафія вибрала собі за ім'я цього покровителя, є практичне пояснення. Адже свято св. Євстахія припадало якраз на той період, коли в селі завершувалися клопіткі сільськогосподарські роботи і селяни могли перейти до святкувань.
При церкві св. Євстахія можна побачити чотири ікони із зображенням святого: одна в середині храму по правій стороні; одна на зовнішній стороні, вгорі від вхідних дверей; інші в у середині дзвіниці та на вході до каплиці. На них усіх подібні зображення святителя — це стояча постать у лицарських обладунках, що тримає у правій руці немовби у полум'ї вівцю.
Одним із найвідоміших парохів був автор гімну України «Ще не вмерла Україна» отець Михайло Вербицький. Хоча він служив всього два роки, з 1853 по 1856 рік, проте серед місцевих мешканців зберігся переказ, що саме у Стрілках він написав мелодію гімну. Жив він на плебанії, на місці якої у 1902 збудовано сучасну будівлю, в якій досі проживають місцеві парохи.
У 1927 році храм відновлено.
У 1946 р. церква св. Євстахія була змушена перейти до РПЦ. На той час настоятелем був о. Юрій Савчук (УГКЦ), котрого заарештували. Помер у 1951 р., похований на місцевому кладовищі. На його місце прийшов священик Російської православної церкви о. Тит Долинський.
Повернення парафії у лоно УГКЦ відбулося у 1990 році за о. Василя Савчина, з 1993 року його замінив парох о. Володимир Паращинець, а з 2020 р. в селі парохіює о. Василь Дригинич.

#### Іконостас
Особливої уваги заслуговує бароковий п'ятиярусний іконостас рядової побудови з додатковим п'ятим ярусом євангельських сцен та предел. Він не є автентичним для цієї церкви, бо його разом із боковими престолами було перенесено із жіночого контемплятивного монастиря ЧСВВ у с. Смільниця Старосамбірського району. Цей монастир було ліквідовано наприкінці XVIII ст. за часів Йосифінської реформи, котра передбачала закриття малих монастирів та їх приєднання до великих, а також розформовування монаших чинів контемплятивного типу. 

### Дзвіниця церкви Св. влмч. Євстахія (1792)
Поряд з церквою дерев'яна триярусна дзвіниця, збудована у 1792 р. Квадратова в плані, з підсябиттям та голосниковою аркадою на третьому ярусі, під наметовим дахом , увінчаним маківкою. Нижній зрубний ярус ширший від верхніх стовпових, відділений від них широким піддашшям.
Належить до пам'яток архітектури місцевого значення. Охоронний номер 522/2-м (рішення виконавчого комітету Львівської обласної Ради народних депутатів трудящих від 30.06.1969 № 485).

## Церква Покрови Пресвятої Богородиці (1939)
Знаходиться в центрі села, в низинній частині, на рівній ділянці біля залізничної колії. 
Мурована, збудована як невеликий римо-католицький костел Св. Миколая за проєктом архітектора Стефана Пленкевича зі Самбора після 1927 року і занедбаного після 1945 року.
У 1949 р. парафію зліквідовано, храм закрито. У 1997 р. передано у власність УГКЦ. У 1998 р. - перебудовано, освячено вл. Юліаном Вороновським.

## Каплиця Св. влмч. Юрія Переможця
Зведена у 1994 р. на місці криниці, в яку НКВС скидав тіла замордованих повстанців та місцевих жителів. Названа на честь одного з найпопулярніших християнських святих мучеників у Європі, римського воїна ІІІ століття, що у Середньовіччі став взірцем для європейського лицарства, символом боротьби проти зла, покровителем Ярослава Мудрого та інших київських князів, згодом – козаків, пластунів, воїнства загалом, захисником борців за свободу свого народу. 
Розташована на привокзальній площі у центрі села Стрілки. Поруч знаходиться Пантеон "Слава УПА".

## Пантеон "Слава УПА"
Пантеон “Слава УПА” у с. Стрілки на привокзальні залізничній станції біля каплиці Св. влмч. Юрія освячений 6.05.2010 р. вл. Ярославом Прирізом, єпископом-помічником Самбірсько-Дрогобицької єпархії УГКЦ на свято великомученика Юрія Побідоносця.
Меморіальний комплекс споруджено на честь 232 вояків УПА, чий прах покоїться у братській могилі. Складається із меморіалу “Повстанські могили”, стели з іменами місцевих учасників УПА, що полягли за Самостійну Україну, та оригінального пам’ятника двом повстанцям та жінці-зв’язковій під хрестом козацького типу – традиційної української військової надмогильної споруди.

## Музичний парк ім. о. Михайла Вербицького
У 2024 році ГО "Магура" у партнерстві зі Стрілківською сільською радою за підтримки УКФ реалізували проєкт "БойкоМандри 2.0: Музичний парк і Мандрівна школа", в рамках якого ревіталізовано занедбаний сквер у центрі села Стрілки та перетворено його у креативний простір – унікальний в Україні музичний парк ім. о. Михайла Вербицького, автора музики до Державного Гімну України. У парку встановлено вуличні музичні інструменти, доступні за будь-якої погоди 24/7 ("Маримба", дзвони "Монах", трубчасті дзвони, ручний барабан "Дует", "Ехо"),  та арт-об’єкти (співоча лавочка, інтерактивна доріжка, що веде до меморіальної інсталяції ім. о. Михайла Вербицького).
2 березня 2025 року з нагоди 210-ї річниці з Дня народження о. Михайла Вербицького музичний парк урочисто відкрили і посвятили. Очолював посвяту владика Григорій (Комар), єпископ-помічник Самбірсько-Дрогобицької єпархії УГКЦ разом і греко-католицькими та православними священниками Стрілківської громади.
Музичний парк є епіцентром культурно-пізнавальних маршрутів “БойкоМандри”:
- "До криївки у церкві". Стрілки – Тисовиця – Плоске – «Мшанецькі колиби» (19 км, пік 900 м). Один з наймальовничіших та найвисотніших туристичних маршрутів, який під силу школярам. Проходить по хребту Ворьовий (Оровий), де встановлена висотна гірська гойдалка, через однойменний хутір та повстанську криївку-схрон у куполі церкви в селі Плоске.[48][49][50] GPS-трек[51][52].
- "Святині і герої". Стрілки – Лопушанка-Хомина ("Нанашкова хата") – Ясениця-Замкова (Дзвіниця церкви св. Архистратига Михаїла) – Велика Волосянка ("Каскад", "Бескиди" та інші туристичні комплекси) – Тур’є (335-літня церква Св. Миколая) – Недільна ("Вежа Пам’яті") – Топільниця – Стрілки (25 км, пік 954 м). Маршрут пропонує доторкнутися до історії, зануритися у вир повстанської боротьби, відчути подих сакральних перлин бойківської архітектури, знайти церкву, яку за легендою, склали за одну ніч, побувати в хаті, якій 100 років, і вдарити у дзвін найвищої деревʼяної вежі Європи.[53][54][55] GPS-трек[56][57][58].
- «Бойківський майдан». Стрілки – Гвоздець – Головецько – Бабина – Мшанець – г. Маґура-Лімнянська (схил) (25 км, пік 707 м). Маршрут розповідає історію боротьби жителів 11 сіл за капітальний ремонт дороги "Стрілки-Мшанець" та пропонує пізнати цінності громадянського суспільства. GPS-трек[59][60].

В рамках проєкту "БойкоМандри" створено дослідницьке відео про історію написання Гімну України та о. Михайла Вербицького як про історію духовної єдности українського народу, а також випущено дослідницький рілс.

## Площа Франції
Унікальна в Україні "Площа Франції" - це символ тісних культурних відносин між цими двома державами.
Завдяки багаторічній праці місцевого педагога, спортивного тренера Ігоря Козака (1961-2008), який все своє життя присвятив розвитку молодіжних спортивних україно-французьких обмінів та нав'язав контакти з волейбольним клубом "Cam" з міста Епіналь (Франція), 17.06.2000 р. у Le Roulier Devant Bruyeres була відкрита "Площа України", а 8.06.2006 р. у Стрілках відкрили "Площу Франції".
З 2022 року на День медичного працівника у липні тут щорічно проводяться “Здоров’я FEST” – брендові фестивалі Стрілківської громади, що поєднують спорт, медицину, культуру та просвітницьку частину. 

## Народний дім
"Народний дім" с. Стрілки - це  двоповерхова будівля, площею 509,35 м2. Основні приміщення: зал Народного дому, кабінети, допоміжні та технічні приміщення.
Адреса: с. Стрілки, вул. М. Вербицького, 10. Діяльність: танцювальний гурток, репетиції 2 народних колективів.
Фестивалі: міжрайонний фестиваль «Мелодії бойківського двору», районний дитячий фестиваль «Бойки по-легойки», міжрайонний фестиваль духовної пісні ім. о. Михайла Вербицького, виїзні фестивалі «Зелені лози».

## Шкільний краєзнавчий музей з виставкою про о. Михайла Вербицького
Розміщений у приміщенні опорної школи ім. о. Михайла Вербицького, автора музики до Державного гімну України, який, згідно Шематизму Перемиської єпархії відомого священика й історика Дмитра Блажейовського, з 1853 по 1856 роки був адміністратором каплиці святого Євстахія (тоді такий статус мала сучасна церква) в селі Стрілки.
Тут зібрана гарна колекція предметів бойківського побуту і одягу, захоплено розповідають про видатних людей цього краю: етнографів о. Михайла Зубрицького і Володимира Шагала, автора українського букваря отця Івана Могильницького, дороги якого у свій час пересікалися із Михайлом Вербицьким, про священика Івана Яворницького, який був послом в Австрійському сеймі.

## "Стрілецький Замок"

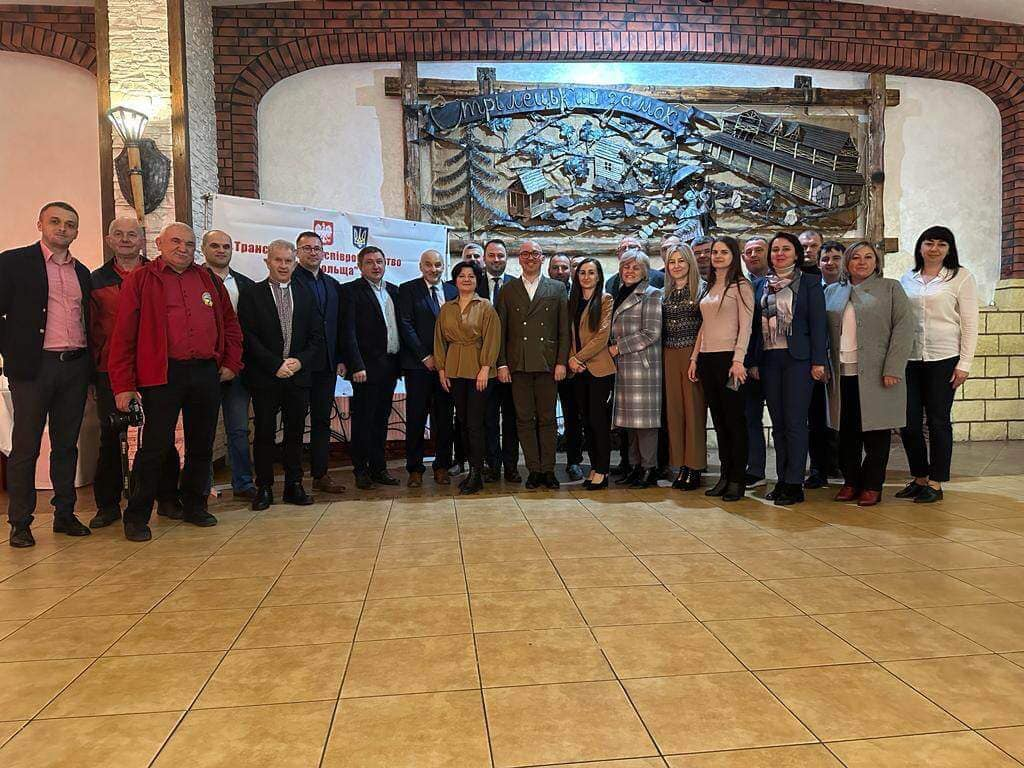
Зустріч голів українських прикордонних громад та польських прикордонних ґмін у "Стрілецькому Замку" 26.04.2023 р.

“Стрілецький замок” – популярний в Україні та Польщі ресторанно-відпочинковий комплекс, названий на пам’ять про древній замок часів Київської Руси-України на горі Замчище біля Стрілок.
Розташований у мальовничому місці над Дністром, серед гір, неподалік траси Львів-Ужгород та залізничної колії, заклад поєднує комфорт сучасного відпочинку з атмосферою давньоруської фортеці, а також пропонує відвідувачам традиційну українську кухню та можливості для активного відпочинку.
В інфраструктуру комплексу входять: 
- ресторан з трьома залами (зокрема залом для проведення конференцій на 50-100 осіб), терасою та більярдною кімнатою,
- відкриті басейни з підігрівом – прямокутний розмірами 7х14х1,5 м для дорослих (температура 28-29⁰С),
- круглий діаметром 5 м для дітей (температура 32-35⁰С),
- альтанки з мангалами скрізь на території, а також на мальовничій набережній Дністра;
- “Мисливський будиночок”,
- дитячий майданчик,
- ставки, де можна порибалити (водяться форель, короп та ін.),
- а також готель.

У готелі можна переночувати: є 10 комфортабельних номерів з усіма зручностями (4 “люкс”, 4 “напів люкс”, 2 “стандарт”), паркувальний майданчик. 
Через заклад пролягають 2 історико-культурні пізнавальні маршрути “БойкоМандри”: “До криївки в церкві” та “Бойківський майдан”.
Це ідеальне місце для тих, хто прагне відпочити від буденних турбот, насолодитися місцевою атмосферою, поринути в бойківську культуру й історію чи просто помилуватися природною красою цього регіону. Чудово підходить для відзначення урочистих подій, сімейного відпочинку, ділових зустрічей.

## Цікаві факти
- У південно-західній частині села (біля хутора Млини) на лівому березі Дністра розташований пагорб за назвою Замчище. У далекому минулому на пагорбі була фортеця.
- У Стрілках існує єдина в Україні Площа Франції, відкрита 8 червня 2006 р., "посестра" якої - "Площа України" відкрита у французькому селі Le Roulier Devant Bruyeres 17 червня 2000 р.
- 26 травня 2015 року в Стрілках встановили Рекорд України з наймасовішого виконання Державного Гімну України на сопілках (236 сопілкарів).
- 16 січня 2022 року в Стрілках встановили рекорд України з наймасовішого виконання колядки "Нова радість стала" на сопілках, присвячений покійному вчителю музики у Головецькім Миколі Пукію (406 сопілкарів).
- 2 березня 2025 року в Стрілках освятили унікальний в Україні музичний парк ім. о. Михайла Вербицького з вуличними музичними інструментами.